# Mistrzostwa świata do lat 18 w hokeju na lodzie mężczyzn 2013
15. Mistrzostwa Świata do lat 18 w Hokeju na Lodzie odbyły się w dniach od 18 kwietnia 2013 do 28 kwietnia 2013 r. w rosyjskim mieście Soczi. Mecze były rozgrywane w dwóch halach: Ledowyj dworiec „Bolszoj” oraz Ledowaja ariena „Szajba”. Były to pierwsze w historii mistrzostwa w tym mieście (stanowiły przygotowanie do Zimowych Igrzysk Olimpijskich 2014), zaś po raz trzeci zawodnicy tej kategorii wiekowej rozegrały turniej o mistrzostwo świata w Rosji. Poprzednio to państwo organizowało czempionat w 2008 roku.
Obrońcą tytułu mistrzowskiego była reprezentacja Stanów Zjednoczonych, która w 2012 roku w Brnie pokonała reprezentację Szwecji 7:0.

## Elita
| Lp. | Drużyna           |
| --- | ----------------- |
|     | Kanada            |
|     | Stany Zjednoczone |
|     | Finlandia         |
| 4   | Rosja             |
| 5   | Szwecja           |
| 6   | Szwajcaria        |
| 7   | Czechy            |
| 8   | Niemcy            |
| 9   | Słowacja          |
| 10  | Łotwa             |

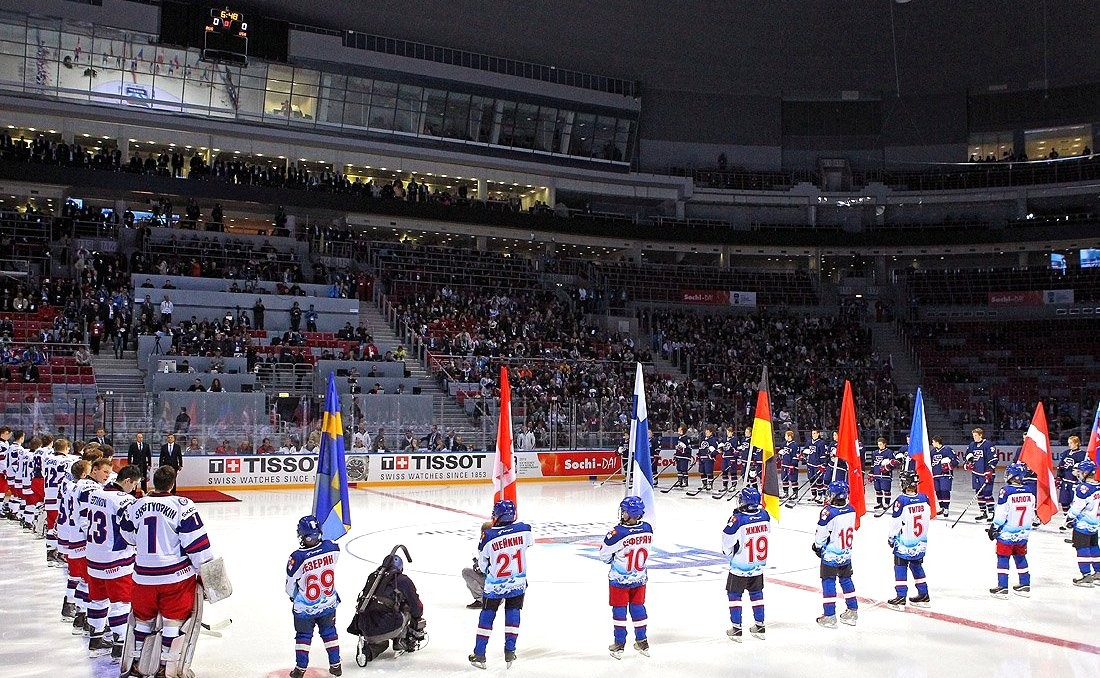
Ceremonia otwarcia mistrzostw Elity w dniu 18 kwietnia 2013 roku

W tej części mistrzostw uczestniczyło 10 najlepszych drużyn na świecie. System rozgrywania meczów jest inny niż w niższych dywizjach. Najpierw drużyny grają w dwóch grupach pre eliminacyjnych, każda po 5 drużyn. Spośród nich najlepsze cztery drużyny bezpośrednio awansowały do ćwierćfinałów. Najgorsze dwie drużyny każdej z grup walczyły w meczach między sobą o utrzymanie w elicie. Najgorsza drużyna spadła do pierwszej dywizji.

## Pierwsza dywizja
Grupa A
| Lp. | Drużyna  |
| --- | -------- |
| 1   | Dania    |
| 2   | Norwegia |
| 3   | Włochy   |
| 4   | Białoruś |
| 5   | Francja  |
| 6   | Słowenia |

Grupa B
| Lp. | Drużyna          |
| --- | ---------------- |
| 1   | Kazachstan       |
| 2   | Japonia          |
| 3   | Austria          |
| 4   | Polska           |
| 5   | Ukraina          |
| 6   | Korea Południowa |

W mistrzostwach pierwszej dywizji uczestniczyło 12 zespołów, które zostały podzielone na dwie grupy po 6 zespołów. Rozegrały mecze systemem każdy z każdym. Zwycięzca turnieju grupy A awansował do mistrzostw świata elity w 2014 roku, zaś najsłabsza drużyna grupy B spadła do drugiej dywizji.
Grupa A rozgrywała mecze we Włoszech w Asiago. Turniej odbył się w dniach 7–13 kwietnia 2013 roku.
Grupa B rozgrywała mecze w Polsce w Tychach. Turniej odbył się w dniach 14–20 kwietnia 2013 roku

## Druga dywizja
Grupa A
| Lp. | Drużyna         |
| --- | --------------- |
| 1   | Węgry           |
| 2   | Chorwacja       |
| 3   | Rumunia         |
| 4   | Wielka Brytania |
| 5   | Litwa           |
| 6   | Estonia         |

Grupa B
| Lp. | Drużyna   |
| --- | --------- |
| 1   | Holandia  |
| 2   | Hiszpania |
| 3   | Serbia    |
| 4   | Belgia    |
| 5   | Islandia  |
| 6   | Australia |

W mistrzostwach drugiej dywizji uczestniczyło 12 zespołów, które zostały podzielone na dwie grupy po 6 zespołów. Rozegrały mecze systemem każdy z każdym. Zwycięzca turnieju grupy A awansował do mistrzostw świata pierwszej dywizji w 2014 roku, zaś najsłabsza drużyna grupy B spadła do trzeciej dywizji.
Grupa A rozgrywała mecze w Estonii w Tallinnie. Turniej odbył się w dniach 31 marca – 6 kwietnia 2013 roku.
Grupa B rozgrywała mecze w Serbii w Nowym Sadzie. Turniej odbył się w dniach 9–15 marca 2013 roku.

## Trzecia dywizja
Grupa A
| Lp. | Drużyna         |
| --- | --------------- |
| 1   | Chiny           |
| 2   | Nowa Zelandia   |
| 3   | Chińskie Tajpej |
| 4   | Bułgaria        |
| 5   | Meksyk          |

Grupa B
| Lp. | Drużyna  |
| --- | -------- |
| 1   | Izrael   |
| 2   | RPA      |
| 3   | Turcja   |
| 4   | Irlandia |

W mistrzostwach trzeciej dywizji uczestniczyło 9 zespołów, które zostały podzielone na dwie grupy po 5 i 3 zespoły. Rozegrały mecze systemem każdy z każdym. Zwycięzca turnieju grupy A awansował do mistrzostw świata drugiej dywizji w 2014 roku, zaś zwycięska drużyna grupy B awansowała do grupy A.
Grupa A rozgrywała mecze w Republice Chińskiej w Tajpej. Turniej odbył się w dniach 11–17 marca 2013 roku.
Grupa B rozgrywała mecze w Turcji w Izmicie. Turniej odbył się w dniach 2–9 lutego 2013 roku.